# Delphyre flaviventralis
Delphyre flaviventralis är en fjärilsart som beskrevs av George Francis Hampson 1901. Delphyre flaviventralis ingår i släktet Delphyre och familjen björnspinnare. Inga underarter finns listade i Catalogue of Life.